# Anita Strindberg
Anita Strindberg (19 juni 1937) is een Zweedse voormalige actrice die in de jaren zeventig in tal van Italiaanse giallo-films verscheen.
Strindberg verscheen eind jaren vijftig als "Anita Edberg" in twee Zweedse films. Ze begon haar carrière in gialli bij Lucio Fulci's A Lizard in a Woman's Skin in 1971 en speelde datzelfde jaar haar eerste hoofdrol, in de door Sergio Martino geregisseerde film The Case of the Scorpion's Tail. In 1972 speelde ze in nog twee gialli: Aldo Lado's Who Saw Her Die? en Martino's Your Vice Is a Locked Room and Only I Have the Key.
Na het begin van de jaren zeventig speelde Strindberg in vele soorten genrefilms: een vrouwengevangenisfilm Women in Cell Block 7 (1973); de Exorcist rip-off The Antichrist (1974); en de poliziottesco-film Almost Human (1974), geregisseerd door Umberto Lenzi. Haar laatste film was Riccardo Freda's Murder Obsession, ook bekend als Fear met Laura Gemser in de hoofdrol.

## Filmografie
- Blonde in Bondage (1957)
- Sköna Susanna och gubbarna (1959)
- A Lizard in a Woman's Skin (1971)
- The Case of the Scorpion's Tail (1971)
- The Two Faces of Fear (1972)
- The Eroticist (1972)
- Who Saw Her Die? (1972)
- Your Vice Is a Locked Room and Only I Have the Key (1972)
- Winged Devils (1972)
- Women in Cell Block 7 (1973)
- The Antichrist (1974)
- Puzzle (1974)
- Almost Human (1974)
- L'eredità della Priora (1980); miniserie
- The Salamander (1981)
- Murder Obsession (1981)